# Фінляндський центр
Фінляндський центр (фін. Suomen Keskusta (Kesk.); швед. Centern i Finland (C.)) — фінська партія заснована в 1906 році. Партія має 35 місць із 200 у парламенті Фінляндії. Партія має 3 місця із 13 виділених для Фінляндії у Європарламенті (входить до фракції Альянс лібералів і демократів за Європу).

## Історія
Партія була заснована в 1906 як рух громадян у фінському селі. У 1906 році були засновані два аграрних рухи, які в 1908 році об'єдналися в одну політичну партію – Аграрна Ліга (фін. Maalaisliitto). З самого початку свого існування партія підтримує ідею децентралізації. На зорі фінської незалежності партія підтримувала республіканізм, на відміну від монархії, що підтримували консервативні суспільні сили.
Представник Аграрної ліги — Лаурі Крістіан Реландер був другим президентом Фінляндії у 1925—1931 роках.
У 1965 партія змінила свою назву на «Центристська партія» (фін. Keskustapuolue) і в 1988 році вона прийняла свою нинішню назву Suomen Keskusta (досл. Фінляндський центр).
Представник центристської партії був з 2004 року єдиним фінським комісаром ЄС. Оллі Рен в наш час[коли?] виступає як європейський комісар з економічних та фінансових питань.
Нинішній голова, Марій Ківініемі, очолювала урядову коаліцію, до якої входили також такі партії, як Національна коаліція, Зелений союз та Шведська народна партія.

## Результати виборів
| Рік  | Депутати | Голосів | Голосів |
| ---- | -------- | ------- | ------- |
| 1907 | 9        | 51,242  | 5.75 %  |
| 1908 | 10       | 51,756  | 6.39 %  |
| 1909 | 13       | 56,943  | 6.73 %  |
| 1910 | 17       | 60,157  | 7.60 %  |
| 1911 | 16       | 62,885  | 7.84 %  |
| 1913 | 18       | 56,977  | 7.87 %  |
| 1916 | 19       | 71,608  | 9.00 %  |
| 1917 | 26       | 122,900 | 12.38 % |
| 1919 | 42       | 189,297 | 19.70 % |
| 1922 | 45       | 175,401 | 20.27 % |
| 1924 | 44       | 177,982 | 20.25 % |
| 1927 | 52       | 205,313 | 22.56 % |
| 1929 | 60       | 248,762 | 26.15 % |
| 1930 | 59       | 308,280 | 27.28 % |
| 1933 | 53       | 249,758 | 22.54 % |
| 1936 | 53       | 262,917 | 22.41 % |
| 1939 | 56       | 296,529 | 22.86 % |
| 1945 | 49       | 362,662 | 21.35 % |

| Рік  | Депутати | Голосів | Голосів |
| ---- | -------- | ------- | ------- |
| 1948 | 56       | 455,635 | 24.24 % |
| 1951 | 51       | 421,613 | 23.26 % |
| 1954 | 53       | 483,958 | 24.10 % |
| 1958 | 48       | 448,364 | 23.06 % |
| 1962 | 53       | 528,409 | 22.95 % |
| 1966 | 49       | 503,047 | 21.23 % |
| 1970 | 36       | 434,150 | 17.12 % |
| 1972 | 35       | 423,039 | 16.41 % |
| 1975 | 39       | 484,772 | 17.63 % |
| 1979 | 36       | 500,478 | 17.29 % |
| 1983 | 38       | 525,207 | 17.63 % |
| 1987 | 40       | 507,460 | 17.62 % |
| 1991 | 55       | 676,717 | 24.83 % |
| 1995 | 44       | 552,003 | 19.85 % |
| 1999 | 48       | 600,592 | 22.40 % |
| 2003 | 55       | 689,391 | 24.69 % |
| 2007 | 51       | 640,428 | 23.11 % |
| 2011 | 35       | 463,160 | 15.8 %  |
| 2015 | 49       | 626,218 | 21.1 %  |

| Рік  | Радники | Голосів | Голосів |
| ---- | ------- | ------- | ------- |
| 1950 |         | 121,804 | 8.09 %  |
| 1953 |         | 282,331 | 16.04 % |
| 1956 |         | 366,380 | 21.91 % |
| 1960 |         | 401,346 | 20.44 % |
| 1964 |         | 413,561 | 19.28 % |
| 1968 | 3 533   | 428,841 | 18.93 % |
| 1972 | 3 297   | 449,908 | 17.99 % |
| 1976 | 3 936   | 494,423 | 18.43 % |
| 1980 | 3 889   | 513,362 | 18.72 % |
| 1984 | 4 052   | 545,034 | 20.21 % |
| 1988 | 4 227   | 554,924 | 21.10 % |
| 1992 | 3 998   | 511,954 | 19.22 % |
| 1996 | 4 459   | 518,305 | 21.81 % |
| 2000 | 4 625   | 528,319 | 23.75 % |
| 2004 | 4 425   | 543,885 | 22.77 % |
| 2008 | 3 518   | 512,220 | 20.09 % |

| Рік  | Депутати Європарламенту | Голосів | Голосів |
| ---- | ----------------------- | ------- | ------- |
| 1996 | 4                       | 548,041 | 24.36 % |
| 1999 | 4                       | 264,640 | 21.30 % |
| 2004 | 4                       | 387,217 | 23.37 % |
| 2009 | 3                       | 316,798 | 19.03 % |
| 2014 | 3                       | 339,398 | 19.70 % |

| непрямі | непрямі                 | непрямі | непрямі | непрямі |
| Рік     | Кандидат                | Виборці | Голосів | Голосів |
| ------- | ----------------------- | ------- | ------- | ------- |
| 1925    | Лаурі Крістіан Реландер | 69      | 123,932 | 19.9 %  |
| 1931    | Кюйості Калліо          | 69      | 167,574 | 20.0 %  |
| 1937    | Кюйості Калліо          | 56      | 184,668 | 16.6 %  |
| 1950    | Урхо Кекконен           | 62      | 309,060 | 19.6 %  |
| 1956    | Урхо Кекконен           | 88      | 510,783 | 26.9 %  |
| 1962    | Урхо Кекконен           | 111     | 698,199 | 31.7 %  |
| 1968    | Урхо Кекконен           | 65      | 421,197 | 20.66 % |
| 1978    | Урхо Кекконен           | 64      | 475,372 | 19.4 %  |
| 1982    | Йоханнес Віролайнен     | 53      | 534,515 | 16.8 %  |
| 1988    | Пааво Вяюрюнен          | 68      | 647,769 | 21.70 % |

| прямі | прямі          | прямі                   | прямі             |
| Рік   | Кандидат       | Голосів                 | Голосів           |
| ----- | -------------- | ----------------------- | ----------------- |
| 1988  | Пааво Вяюрюнен | 1 636,375               | 1 20.57 %         |
| 1994  | Пааво Вяюрюнен | 1 623,415               | 1 19.5 %          |
| 2000  | Еско Аго       | 1 1,051,159 2 1,540,803 | 1 34.4 % 2 48.4 % |
| 2006  | Матті Ванганен | 1 561,990               | 1 18.6 %          |